# Museo donizettiano
Il Museo donizettiano è situato a Bergamo (Città Alta) nel palazzo della Misericordia Maggiore di via Arena, antica sede dell'Istituto musicale Gaetano Donizetti, e allestito nella sala che era la sala Consiliare della Congregazione della Misericordia Maggiore. Il museo ospita cimeli e opere del compositore bergamasco.

## Storia
Aperto al pubblico nel 1906 per onorare la memoria di Gaetano Donizetti (Bergamo, 1797 - ivi, 1848), contiene ed espone diversi cimeli donizettiani tra i quali spiccano, oltre a una nutrita serie di autografi, gli arredi della stanza in cui l'artista morì.
I cimeli provengono inizialmente dalla collezione della baronessa Giovanna Ginevra Rota Basoni Scotti; a questi ne sono stati aggiunti molti altri provenienti dalla Biblioteca civica Angelo Mai, notevole fu il lavoro di raccolta di oggetti e spartiti ad opera di 
Guido Zavadini, che ne stilò il primo catalogo nel 1936.
Il percorso espositivo si divide in diverse sezioni, dalle origini e nascita fino alla sua morte, con una ricca serie di ritratti, partiture e strumenti musicali che ne completano la rassegna espositiva.
Il museo fa parte del circuito cittadino dei Museo delle Storie di Bergamo

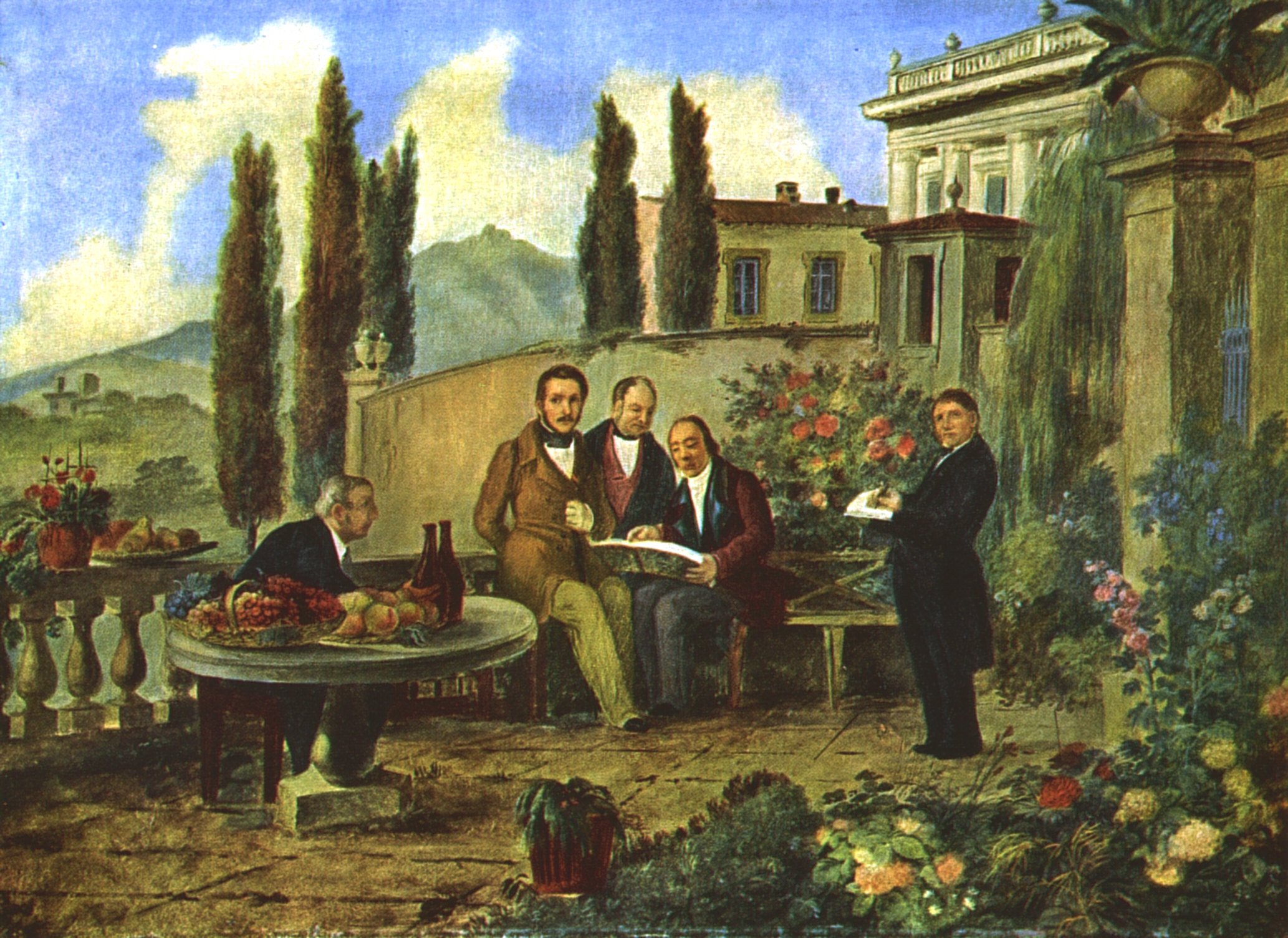
Luigi Deleidi detto il Nebbia, Donizetti e amici (1840)